# Rogelio Mortimer de Chirk
Rogelio Mortimer de Chirk (h. 1256 - 1326) barón de Chirk, lugarteniente del rey Eduardo II, que se rebeló contra él en la guerra contra Hugo Despenser el Joven y su padre.

## Biografía
Rogelio Mortimer de Chirk era el quinto hijo de Rogelio Mortimer, I barón de Wigmore, un poderoso señor de las Marcas Galesas, nació en las propiedades de la familia en los límites con el País de Gales. La familia Mortimer era de reciente nobleza, debiendo su lealtad a la dinastía Plantagenet que fueron quienes les dieron nobleza y tierras. Mortimer, en 1277 recibió el encargo del rey Eduardo I de custodiar las tierras de los dos jóvenes hijos del señor de Powys que murió en aquella época. En 1282 aparecieron sus cuerpos en el Dee y acusaron a Mortimer de homicidio. Culpable o no, obtuvo las tierras de los dos niños. Se ha lanzado la hipótesis de que, si fue culpable, era por favorecer a su joven sobrino, Rogelio Mortimer, barón de Wigmore, elevándolo a guardián de la propiedad.
En 1282 los galeses invadieron las tierras inglesas y Mortimer, soldado de profesión, fue llamado para comandar una parte del ejército. Su habilidad militar era indiscutible y su presencia se recuerda también en Falkirk, en el año 1298, batalla en la que el revolucionario escocés William Wallace fue derrotado. Muy próximo al rey Eduardo II de Inglaterra, estuvo presente en la firma del contrato matrimonial de éste con Isabel de Francia y fue enviado a Francia para escoltar a la esposa a su nuevo país.
En 1306, dos años antes del matrimonio del rey, fue nombrado caballero y posteriormente adquirió diversas propiedades en Gales extendiendo aún más su poder y manteniéndolo a menudo con el uso de la fuerza. Fue juez supremo de Gales entre 1307 y 1321. 
En 1310 Mortimer se encontró dirimiendo una controversia entre el feudatario Griffin de La Pole y su sobrina, casada con un noble. La mujer había quedado huérfana y de La Pole sostenía que, basándose en la ley sálica, sus propiedades tenían que corresponderle no al marido, John de Charlton, I barón Cherleton, sino a él, que era un pariente masculino. El rey propuso que Mortimer encontrara una solución. De La Pole rechazó el arbitraje real, su respuesta fue considerada como traición, Mortimer atacó y conquistó el castillo de La Pole. Tomás Plantagenet, que lo apoyó en el pasado, juró eterna enemistad contra Mortimer.
En 1314 Eduardo II de Inglaterra ordenó a Mortimer que reuniera un ejército de 3.000 galeses para dirigirse contra los escoceses. Partió de Gales el 27 de mayo el ejército alcanzó Edimburgo el 20 de junio. La batalla de Bannockburn fue desastrosa para los ingleses, las órdenes de Eduardo II llevaron al ejército a la derrota y Roberto Bruce subió al trono de Escocia.
En 1316 la revuelta liderada por el galés Llywelyn Bren permitió a Tomás Plantagenet pedir, y obtener, del rey la deposición de Mortimer del cargo de juez supremo, su caída fue de breve duración, en octubre Mortimer había sido repuesto en su cargo.
En 1320 Mortimer se unió a otros barones para obtener la caída de Hugo Despenser el Joven y de su padre, y los Despenser fueron enviados al exilio. Sin embargo, en 1322 desembarcaron y atacaron Gales, sabiendo bien quien había contribuido a su ruina y Mortimer fue obligado a rendirse tras Shrewsbury. Fue encerrado en la Torre de Londres junto con su sobrino Rogelio Mortimer, barón de Wigmore. Allí murió en el mes de agosto de 1326.
Su sobrino, Rogelio Mortimer, barón de Wigmore, consiguió escapar de la Torre y marchar a Francia, donde se reunió con la reina. Regresaron en 1326 a Inglaterra, destronando a Eduardo y condenaron a muerte a los dos Despenser.